# Bryan Piccioli
Bryan Michael Piccioli (* 11. April 1989 in New York City, New York) ist ein professioneller US-amerikanischer Pokerspieler. Der ehemalige Onlinepoker-Weltranglistenerste ist zweifacher Braceletgewinner der World Series of Poker, bei der er 2017 den Finaltisch des Main Events erreichte.

## Persönliches
Piccioli begann ein Studium an der University of Buffalo, brach es jedoch aufgrund seiner Pokerkarriere ab.

## Pokerkarriere

### Werdegang
Piccioli spielt seit 2006 Onlinepoker. Er nutzt die Nicknames theczar19 (PokerStars), smbdySUCKme (GGPoker), RAMAGED31 (partypoker), Pellepelle (WSOP.com), enterthewu19 (Full Tilt Poker, UltimateBet sowie WPT) und UPagasMiTaco (PokerLoco). Im Mai 2011 führte er für 2 Wochen das PokerStake-Ranking an, das die erfolgreichsten Onlinepoker-Turnierspieler der Welt listet. Insgesamt hatte der Amerikaner im Juni 2019 online knapp 6,5 Millionen US-Dollar an gewonnenen Turnierpreisgeldern aufzuweisen. Nach dem sogenannten „Black Friday“ am 15. April 2011 zog er nach Mexiko, um weiterhin Onlinepoker spielen zu können.
Seine erste Geldplatzierung bei einem Live-Turnier erzielte Piccioli im August 2007 in Verona im US-Bundesstaat New York. Er belegte im Januar 2010 beim Main Event des PokerStars Caribbean Adventures auf den Bahamas den 77. Platz und erhielt 28.000 US-Dollar Preisgeld. Im Juni 2010 war er erstmals bei der World Series of Poker (WSOP) im Rio All-Suite Hotel and Casino am Las Vegas Strip erfolgreich und kam bei zwei Turnieren der Variante No Limit Hold’em ins Geld. Anfang November 2010 landete er beim Main Event der World Poker Tour (WPT) in Mashantucket auf dem mit 33.000 US-Dollar dotierten 19. Platz. Anfang April 2013 gewann der Amerikaner das Eröffnungsturnier der World Series of Poker Asia Pacific in Melbourne. Dafür setzte er sich gegen 1084 andere Spieler durch und sicherte sich ein Bracelet sowie rund 210.000 Australische Dollar Siegprämie. Mitte Dezember 2015 siegte er bei einem Event des Five Diamond World Poker Classic im Hotel Bellagio am Las Vegas Strip und erhielt knapp 170.000 US-Dollar. Im März 2016 saß Piccioli am Finaltisch des WPT-Main-Events in San José und erhielt für seinen dritten Platz ein Preisgeld von knapp 500.000 US-Dollar. Bei der WSOP 2017 erreichte der Amerikaner den Finaltisch des Main Events, der ab 20. Juli 2017 gespielt wurde. Er startete als Vierter in Chips und belegte den mit 1,675 Millionen US-Dollar dotierten sechsten Platz. Im Juli 2018 gewann Piccioli im Wynn Las Vegas ein Turnier beim Wynn Summer Classic mit einer Siegprämie von rund 130.000 US-Dollar. Eine Woche später wurde er bei der DeepStack Championship im Venetian Resort Hotel Dritter und erhielt ein Preisgeld von knapp 240.000 US-Dollar. Bei der World Series of Poker Online sicherte sich der Amerikaner Mitte Juli 2021 sein zweites Bracelet sowie den Hauptpreis von über 80.000 US-Dollar.
Insgesamt hat sich Piccioli mit Poker bei Live-Turnieren mindestens knapp 5 Millionen US-Dollar erspielt.

### Braceletübersicht
Piccioli kam bei der WSOP 95-mal ins Geld und gewann zwei Bracelets:
| Jahr   | Buy-in  | Turnier                                     | Teilnehmer | Preisgeld  |
| ------ | ------- | ------------------------------------------- | ---------- | ---------- |
| 2013 A | 1100 A$ | No-Limit Hold’em Accumulator                | 1085       | 211.575 A$ |
| 2021 O | 0500 $A | WSOP.com – No-Limit Hold’em Turbo Deepstack | 0959       | 083.332 $A |